# Aeromonas veronii
Aeromonas veronii es una eubacteria Gram negativa, con forma de bastón que se puede encontrar en la naturaleza en estado libre en ambientes acuáticos y en asociación con animales. A. veronii puede ser un patógeno de humanos, a la vez que un simbionte beneficioso de hirudíneos. En humanos, A. veronii puede causar enfermedades, desde infecciones de heridas y diarrea hasta septicemia en pacientes inmunodeprimidos. En hirudíneos, se cree que esta bacteria contribuye a la digestión de la sangre, la provisión de nutrientes y la prevención del crecimiento de otras bacterias en el seno del animal.